# Ginástica rítmica nos Jogos Olímpicos de Verão de 2008 - Individual geral
A competição do individual geral da ginástica rítmica nos Jogos Olímpicos de Verão de 2008 foi realizada no Ginásio da Universidade de Tecnologia de Pequim, entre 21 e 23 de agosto de 2008.

## Calendário
| Agosto     | 6 | 7 | 8 | 9 | 10 | 11 | 12 | 13 | 14 | 15 | 16 | 17 | 18 | 19 | 20 | 21 | 22 | 23 | 24 |
| ---------- | - | - | - | - | -- | -- | -- | -- | -- | -- | -- | -- | -- | -- | -- | -- | -- | -- | -- |
| Individual |   |   |   |   |    |    |    |    |    |    |    |    |    |    |    | Q  | Q  | F  |    |

|  | Dia de competição |  | Dia de final |

## Medalhistas
| Ouro   | RUS Evgeniya Kanaeva |
| Prata  | BLR Inna Zhukova     |
| Bronze | UKR Anna Bessonova   |

## Resultados

### Qualificatória
Das 24 atletas qualificadas para os Jogos, apenas dez passam para a fase final. Esses são os resultados de cada aparelho na etapa qualificatória:
| Pos. | Ginasta                | Corda  | Corda | Arco   | Arco | Maças  | Maças | Fita   | Fita | Total  |
| Pos. | Ginasta                | Pontos | Pos.  | Pontos | Pos. | Pontos | Pos.  | Pontos | Pos. | Total  |
| ---- | ---------------------- | ------ | ----- | ------ | ---- | ------ | ----- | ------ | ---- | ------ |
| 1    | RUS Evgeniya Kanaeva   | 17,850 | 4     | 18,700 | 1    | 18,700 | 1     | 18,825 | 1    | 74,075 |
| 2    | RUS Olga Kapranova     | 18,350 | 1     | 18,475 | 2    | 18,200 | 2     | 17,875 | 3    | 72,900 |
| 3    | UKR Anna Bessonova     | 17,950 | 2     | 18,450 | 3    | 18,100 | 3     | 18,325 | 2    | 72,825 |
| 4    | BLR Inna Zhukova       | 17,850 | 4     | 18,375 | 4    | 17,300 | 7     | 17,425 | 4    | 70,950 |
| 5    | KAZ Aliya Yussupova    | 17,575 | 6     | 17,900 | 5    | 17,575 | 6     | 16,750 | 10   | 69,800 |
| 6    | UKR Natalia Godunko    | 17,500 | 7     | 17,375 | 6    | 17,650 | 4     | 16,875 | 5    | 69,400 |
| 7    | AZE Aliya Garayeva     | 17,875 | 3     | 16,850 | 9    | 17,625 | 5     | 16,850 | 7    | 69,200 |
| 8    | ISR Irina Risenzon     | 16,800 | 9     | 17,100 | 8    | 17,125 | 8     | 16,825 | 9    | 67,850 |
| 9    | BUL Simona Peycheva    | 16,900 | 8     | 17,125 | 7    | 16,475 | 12    | 16,675 | 12   | 67,175 |
| 10   | ESP Almudena Cid       | 16,675 | 11    | 16,800 | 11   | 16,600 | 9     | 16,750 | 10   | 66,825 |
| 11   | AZE Dinara Gimatova    | 16,275 | 15    | 16,775 | 12   | 16,600 | 9     | 16,875 | 5    | 66,525 |
| 12   | KOR Shin Sooji         | 16,325 | 14    | 16,375 | 16   | 16,600 | 9     | 16,850 | 7    | 66,150 |
| 13   | CHN Li Hongyang        | 16,425 | 13    | 16,675 | 13   | 16,375 | 14    | 16,475 | 13   | 65,950 |
| 14   | ISR Neta Rivkin        | 16,500 | 12    | 16,825 | 10   | 16,450 | 13    | 16,100 | 15   | 65,875 |
| 15   | BLR Lyubov Cherkashina | 16,700 | 10    | 15,975 | 19   | 16,375 | 14    | 15,825 | 18   | 64,875 |
| 16   | POL Joanna Mitrosz     | 15,950 | 17    | 16,250 | 17   | 16,025 | 19    | 16,000 | 16   | 64,225 |
| 17   | AUT Caroline Weber     | 15,875 | 18    | 16,125 | 18   | 16,250 | 16    | 15,925 | 17   | 64,175 |
| 18   | CAN Alexandra Orlando  | 15,675 | 19    | 16,550 | 14   | 16,175 | 18    | 15,225 | 20   | 63,625 |
| 19   | BUL Elizabeth Paisieva | 16,175 | 16    | 16,400 | 15   | 16,200 | 17    | 14,525 | 22   | 63,300 |
| 20   | EST Irina Kikkas       | 15,650 | 20    | 15,225 | 21   | 15,700 | 20    | 16,200 | 14   | 62,775 |
| 21   | GRE Eleni Andriola     | 15,450 | 21    | 14,750 | 22   | 14,100 | 22    | 15,400 | 19   | 59,700 |
| 22   | AUS Naazmi Johnston    | 14,075 | 22    | 15,300 | 20   | 14,825 | 21    | 14,800 | 21   | 59,000 |
| 23   | RSA Odette Richard     | 13,975 | 23    | 13,950 | 23   | 13,800 | 23    | 13,775 | 23   | 55,500 |
| 24   | CPV Wania Monteiro     | 12,275 | 24    | 13,025 | 24   | 12,325 | 24    | 11,425 | 24   | 49,050 |

### Final
Esses são os resultados de cada aparelho na etapa final:
| Pos.              | Ginasta              | Corda  | Corda | Arco   | Arco | Maças  | Maças | Fita   | Fita | Total  |
| Pos.              | Ginasta              | Pontos | Pos.  | Pontos | Pos. | Pontos | Pos.  | Pontos | Pos. | Total  |
| ----------------- | -------------------- | ------ | ----- | ------ | ---- | ------ | ----- | ------ | ---- | ------ |
| Medalha de ouro   | RUS Evgeniya Kanaeva | 18,850 | 1     | 18,850 | 1    | 18,950 | 1     | 18,850 | 1    | 75,500 |
| Medalha de prata  | BLR Inna Zhukova     | 18,125 | 3     | 18,125 | 3    | 17,850 | 3     | 17,825 | 4    | 71,925 |
| Medalha de bronze | UKR Anna Bessonova   | 17,975 | 4     | 17,775 | 5    | 17,900 | 2     | 18,225 | 2    | 71,875 |
| 4                 | RUS Olga Kapranova   | 18,200 | 2     | 18,500 | 2    | 16,950 | 8     | 18,050 | 3    | 71,700 |
| 5                 | KAZ Aliya Yussupova  | 17,825 | 5     | 17,625 | 6    | 17,650 | 4     | 16,700 | 7    | 69,800 |
| 6                 | AZE Aliya Garayeva   | 17,750 | 6     | 18,075 | 4    | 17,225 | 6     | 16,625 | 8    | 69,675 |
| 7                 | UKR Natalia Godunko  | 16,700 | 8     | 17,500 | 7    | 17,525 | 5     | 17,125 | 5    | 68,850 |
| 8                 | ESP Almudena Cid     | 17,000 | 7     | 17,000 | 9    | 17,150 | 7     | 16,950 | 6    | 68,100 |
| 9                 | ISR Irina Risenzon   | 16,350 | 9     | 17,025 | 8    | 16,850 | 9     | 16,550 | 9    | 66,775 |
| 10                | BUL Simona Peycheva  | 15,975 | 10    | 16,975 | 10   | 16,775 | 10    | 15,750 | 10   | 65,475 |